# Biarmosuchia
Die Biarmosuchia, auch Eotitanosuchia oder Phthinosuchia genannt, waren Landwirbeltiere aus der Gruppe der Therapsiden („säugetierähnliche Reptilien“). Sie gehörten zu den ältesten und primitivsten Therapsiden und lebten während des Oberperms.

## Merkmale
Der Schädel war groß, hoch, dorsal (oberseits) konvex gebogen und entspricht noch weitgehend dem der Sphenacodontidae. Die Orbita (knöcherne Augenhöhle) war groß, ein Sklerotikalring schützte das Auge. Das Präparietale, ein unpaarer Knochen vor dem Scheitelbein (Parietale), fehlte. Ein einzelner Eckzahn war sehr viel größer als alle anderen Zähne, die diesem nachfolgenden Zähne waren kleiner als bei den Sphenacodontidae.

## Systematik

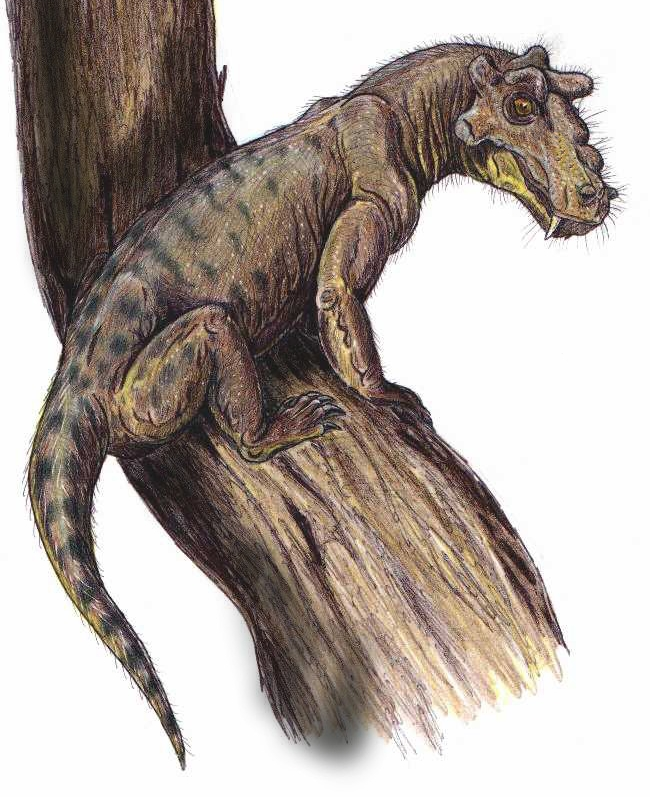
Proburnetia

- Biarmosuchus
- Biseridens
- Eotitanosuchus
- Hipposaurus
- Ictidorhinus
- Ivantosaurus
- Lemurosaurus
- Phthinosuchus
- Burnetiidae

## Burnetiidae
Zur Familie der Burnetiidae gehören zwei kleine, sehr ähnliche Biarmosuchiden, Burnetia aus Südafrika und Proburnetia aus Russland. Beide waren Carnivoren. Ihre Schädel waren 20 cm lang und von allerlei knöchernen Auswüchsen bedeckt. 
Zuerst wurden sie als Dinocephalen oder auch als Gorgonopsiden klassifiziert, aber das Fehlen sämtlicher abgeleiteter Merkmale dieser Gruppen stellt die Burnetiidae in die primitiven Biarmosuchia. 
Schwesterart der Burnetiidae ist der südafrikanische Lemurosaurus.